# KUWAHARA BIKE WORKS
KUWAHARA BIKE WORKS（クワハラバイクワークス）は1918年創業の自転車製造を主たる業務とする大阪府大阪市東成区大今里南に本社を置く、中小企業である。

## 沿革
- 1918年、桑原仙太郎が自転車部品の卸問屋として桑原商会を創業[2]。
- 1925年、ロシア、中国、東南アジアへ自転車とその部品の輸出を開始する[2]。
- 1940年頃、大東亜戦争のため休業に追い込まれる[2]。
- 1947年、大阪市内で業務を再開する。また、創業者の桑原仙太郎が自転車卸売組合の初代理事長に就任する[2]。
- 1958年、「年扱髙又ハ年収」及び「同業者地位」の点で、大阪周辺の自転車卸売問屋の中ではトップクラスの問屋となる[3][4]。
- 1962年、カナダ向けにスポーツ車の輸出を開始する。この製品にはApolloというブランド名を付ける[2]。
- 1968年、米国向けに、Sohwinn、Takara、Puchのブランド名でOEMの生産を開始する[2]。
- 1972年、BMXを開発し、世界各国への輸出を開始させる[2]。
- 1979年、現社長の桑原拓男が社長に就任する[2]。
- 1980年、MTBを開発する。このころから、KUWAHARA BMXチームが世界各国で編成され始める。後に、マウンテンバイクダウンヒル競技世界チャンピオンとなるデイブ・カリナンも1991年まで、ここに所属していた[2]。
- 1982年、この年公開されたスティーヴン・スピルバーグ監督の映画E.T.にて、主人公エリオットとE.T.が月に向かって飛んでいく際に乗ったBMXの車体として、同社製品の自転車が扱われる[5][6][7][8]。この映画で使われた経緯は、アメリカでこの当時、BMXが流行しだし、スピルバーグ監督が子どもたちにどの自転車を使おうか悩んだ時に、少年たちにリサーチしたが、その結果この会社の自転車が好評であったからであるという[8][9][10]。
- 1988年、桑原商会から、海外部門を分社化するかたちで桑原インターナショナルを桑原拓男が創業[2]。
- 1991年、KUWAHARA SWISS MONDIA（桑原グループお抱えのスイスの自転車競技チーム）所属の選手、トーマス・フリシュクネヒトがUCI マウンテンバイク世界選手権XCで優勝を果たす[2]。
- 1996年、自社製品のゴブリンという名の、20インチストリートバイクでヨーロッパデザイン賞を受賞した[7]。これに伴い、英国ロンドンのデザイン博物館で日本製の車、自転車などでは初めて展示される[7]。
- 1997年、ゴブリンが中小企業優秀賞を受賞[7]。
- 1998年、桑原インターナショナルの事業のうち、国内での生産、販売事業を行う部門をクワハラバイクワークスとして独立させる[2]。
- 1990年代後半以降は、オリンピック競技種目のダウンヒルやパラリンピックタンデムに利用するための競技自転車の制作も手がけている[2]。
- 2000年、この年開かれたシドニー五輪でパラリンピックタンデム競技日本代表用の自転車に選ばれ使用される[2]。
- 2001年、大阪市此花区にUSJが開業する。この際、アトラクションに映画E.T.で用いられた自転車BMXを再現したレプリカを納品し、展示する[2]。

## エピソード
- 沿革の項でも、述べたが、この会社の製品はスティーヴン・スピルバーグ制作の映画、E.T.の作中に登場する。その事もあって、過去にこの会社は、複数のメディア（TBS[10]や関西テレビ[9]など）のテレビ番組で何度か紹介されたことがある。
- この会社の前身にあたる桑原商会は、戦前から大阪の自転車部品卸売業者の中では大手に分類される企業ではあるが、その中で1960年以降も同一業種でシェアを維持し続けたのは、この会社だけである[4]。

## 脚註
1. ↑  株式会社桑原インターナショナルの基本情報（Mapion電話帳　2013年2月9日閲覧）
2. 1 2 3 4 5 6 7 8 9 10 11 12 13 14 15  クワハラバイクワークス　HISTORY　2013年2月9日閲覧
3. ↑  『商工信用録』東亜興信所（1958年）
4. 1 2  論文（PDF）戦後復興期大阪における自転車産業と中小機械金属工業　田中幹太
5. ↑  『日経産業新聞』1982年12月8日
6. ↑  『日経産業新聞』1988年11月7日
7. 1 2 3 4  ものづくりベンチャー企業 PDF　大阪市発行
8. 1 2  東洋経済新報社刊・野崎剛『銀輪の巨人』P151
9. 1 2  Goo TVトピック検索　関西テレビ　よ～いドン!　2013年2月8日(金)9:55～11:20放送分要旨 2013年2月9日閲覧
10. 1 2  Goo TVトピック検索　TBS『メイド・イン・ジャパン』2011年4月1日(金)19:00～20:54放送分要旨　2013年2月7日閲覧